# BLOOOOM!!!!
『BLOOOOM!!!!』（ブルーム）は、2012年5月9日にLantisからリリースされたミルキィホームズのミニアルバム。

## 概要
ミルキィホームズによる、2枚目のコンピレーション・アルバム。3曲の新曲に加え、TVアニメ『探偵オペラ ミルキィホームズ 第2幕』の挿入歌が3曲収録されている。
また、『Day by Day ～キミと一緒に』はTBS系テレビ『ランク王国』の2012年4、5月度オープニングテーマに使用されていた。

## 収録曲
1. Day by Day ～キミと一緒に [4:33]
歌：ミルキィホームズ
作詞：こだまさおり、作曲・編曲：鈴木裕明
  - 『ランク王国』2012年4、5月度オープニングテーマ
2. ムーンライト探偵Ｓ＆Ｎ [4:13]
歌：シャーロック・シェリンフォード（三森すずこ）＆譲崎ネロ（徳井青空）
作詞：こだまさおり、作曲・編曲：鈴木裕明
3. ヴィーナス戦線異状なし [3:47]
歌：エルキュール・バートン（佐々木未来）＆コーデリア・グラウカ（橘田いずみ）
作詞：こだまさおり、作曲・編曲：鈴木裕明
4. ヨコハマを歩こう [2:52]
歌：米倉千尋
作詞：こだまさおり、作曲・編曲：Akihiko ono
  - TVアニメ『探偵オペラ ミルキィホームズ 第2幕』挿入歌
5. 私があなたを導いてゆく [2:04]
歌：NICO
作詞：森脇真琴、作曲・編曲：伊藤賢
  - TVアニメ『探偵オペラ ミルキィホームズ 第2幕』挿入歌
6. ナマコソング [1:13]
歌：ミルキィホームズ
作詞：森脇真琴・桜井弘明、作曲：桜井弘明、編曲：武藤星児
  - TVアニメ『探偵オペラ ミルキィホームズ 第2幕』挿入歌